# Свани
Свани су етничка група Грузина. Себе зову Му-шаун, а код античких аутора фигурирају као Мисимианцами. Већином су православне вероисповести. Говоре сванским језиком, који спада у сванску групу јужнокавкаске породице језика.
Живе у Местијском и Лехтенском рајону на северозападу Грузије, који заједно чине историјску област Сванетија (Сванетија је административно подељена између региона Мегрелија-Горња Сванетија и Рача-Лечхуми и Доња Сванетија). У Сванетији живи око 62.000 припадника овог народа, док им је укупна бројка негде око 80.000. Сванетија је највиша насељена област у Европи. Нека стално насељена села налазе се на висинама и преко 2.000 m (Ушгули је чак на висини од преко 2.200 m). 

## Историја и традиција
Сматра се да прве помене народа Свани налазимо у Соанима, грчког географа Страбона. Овај научник лоцирао је Соане на исто подручје које данас насељавају Свани.
До 1930-их и Стаљинове епохе, у пописима становништва Свани су, као и Мегрели, фигурирали као посебна етничка група, али су од тада сврстани у ширу грузијску групу. Припадници су Грузијске православне цркве, христијанизовани још негде између 4 и 6. века. Најпоштованији светац је Свети Ђорђе, заштитник Грузије. Живе и неки обичаји који свој корен вуку у паганска времена. Код Свана се тако на пример задржала крвна освета (иако овај обичај јењава, захваљујући између осталог и драконским законским казнама). Породице су мале. Глава породице је мушкарац, али постоји и велико поштовање према старији женским члановима фамилије.

## Језик
Билингвисти, Свани користе како грузијски, тако и свој, свански језик, који заједно са грузинским, мегрелским, и лаз језиком чини јужно-кавкаску или картвелску породицу језика. Негде око 15.000 људи наводи данас свански као свој матерњи језик. Још два пута толико људи га разуме. Грузијски међутим као писани језик све више потискује свански, који остаје само језик усмене комуникације, без правописног стандарда.

## Култура
Култура Свана данас на најлепши начин живи кроз песму и игру. Сванетија је посебно позната по својим полифоним напевима, важном делу грузијске вокалне традиције.

## Познати Свани
- Михаил Хергијани, алпиниста, заслужени мајстор спорта, вишеструки шампион СССР-а
- Јарослав Јоселијани, подморнички капетан (1942—1944)
- Отар Јоселијани, филмски режисер
- Михаил Геловани, грузијски глумац
- Николај Сванидзе, руски телевизијски новинар, водитељ и политички аналитичар
- Кандид Чарквиани, први секретар Комунистичке партије Грузије
- Иракли Чарквиани, грузијски песник, писац и музичар